# Frattura fragile

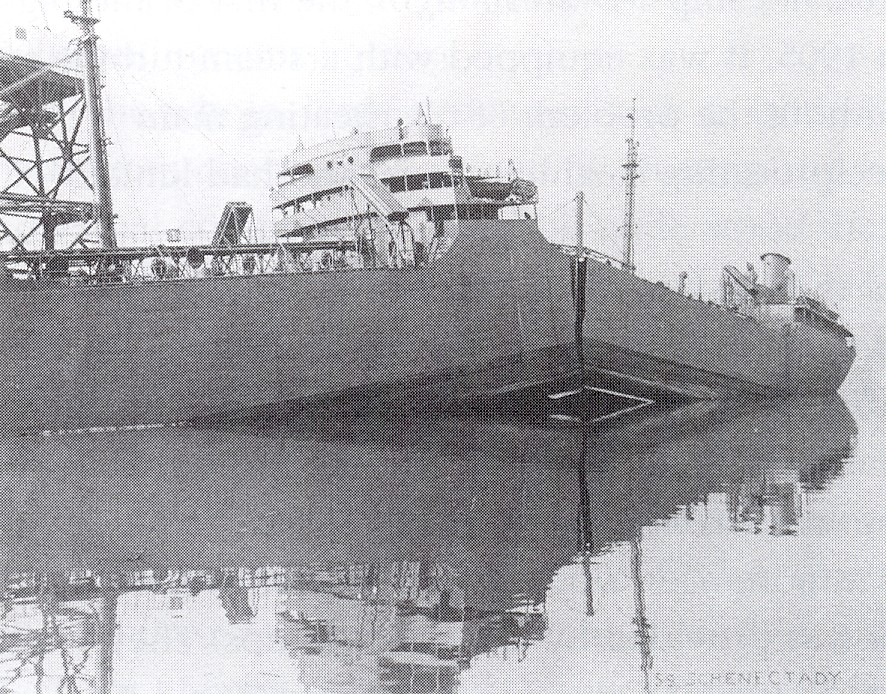
La Schenectady si spezzò improvvisamente a metà mentre era in porto e con mare calmo: un famoso caso di frattura fragile spesso citato nella letteratura tecnica.

La frattura fragile è un fenomeno che avviene in tutti i materiali, ed è legata alla frattura in campo totalmente elastico, senza che avvengano deformazioni sensibili del materiale prima di arrivare a rottura. La frattura fragile è causata dalle sollecitazioni normali, quindi si presenta con un tipico aspetto di clivaggio con superfici di separazione a 90° rispetto l'applicazione del carico (ipotesi massima tensione normale, Galileo - Rankine). In ingegneria la frattura fragile è un fenomeno che porta notevoli rischi, dato che la frattura fragile, a differenza della frattura duttile, avviene con un minimo assorbimento di energia da parte della struttura, con propagazione istantanea e priva di segnali premonitori.

## La frattura fragile nei metalli
I metalli hanno un comportamento a frattura che è generalmente duttile, tuttavia a temperature inferiori ad una determinata soglia (NDTT - Nihl Ductility Transition Temperature - Temperatura di transizione a duttilità nulla) si ha un brusco passaggio da una rottura con notevole assorbimento di energia ad una rottura senza assorbimento di energia sensibile. Il fenomeno, ovviamente dato il notevole uso per costruzioni, è stato studiato approfonditamente per gli acciai, soprattutto in seguito ad una serie di collassi catastrofici di strutture, avvenuti nel corso della prima metà del XX secolo. A metà di tale secolo fu messa a punto nel Naval Research Laboratory degli USA una prova con cui era possibile determinare con una certa precisione tale caratteristica del materiale, prova che, dal nome del suo ideatore, fu denominata prova Pellini. Oltre alla prova Pellini la NDTT si determina con la prova di resilienza, esaminando la frazione di frattura duttile sulla superficie del provino dopo rottura.
I metalli che presentano una NDTT ben determinata sono quelli che hanno una struttura cristallina cubica a corpo centrato (ccc), mentre per i metalli che hanno struttura cubica a facce centrate (cfc) la riduzione della duttilità con il diminuire della temperatura ha un andamento molto meno marcato. Per questo motivo per servizi a temperatura inferiore a -50 °C vengono utilizzati praticamente solo acciai austenitici (cfc) o leghe di alluminio, mentre i normali acciai al carbonio o alto legati a struttura ferritica (ccc) possono essere utilizzati unicamente per temperature superiori. La NDTT negli acciai ferritici può essere innalzata da fenomeni corrosivi o fisici (irraggiamento neutronico), per ripristinare la NDTT generalmente è necessario un trattamento termico di ricottura.

## La teoria della frattura fragile
La base teorica della frattura fragile fu stabilita da Griffith, la teoria di Griffith prese spunto dal fatto che, teoricamente, un solido a struttura cristallina dovrebbe avere una sollecitazione di rottura dell'ordine di E/10, dove E è il modulo di Young del solido (per quantificare questa affermazione un acciaio dovrebbe avere una sollecitazione di rottura dell'ordine di 20.000 MPa, cioè di due ordini di grandezza superiore a quella che si può riscontrare normalmente per tali materiali). Dalla considerazione che, misurando la resistenza meccanica di fibre di vetro, riducendo il diametro della fibra si ottengono valori di sollecitazione di rottura sempre più vicini al valore teorico, Griffith assunse che la sollecitazione di rottura fosse correlata alla presenza di difetti (cricche) nella struttura cristallina del materiale e che la dimensione delle cricche fosse il fattore critico che determinava la sollecitazione di rottura.
Partendo da queste considerazioni Griffith stabilì un bilancio energetico fra l'energia rilasciata nel corpo dall'aumento delle dimensioni della cricca e l'energia richiesta per far aumentare le dimensioni della cricca stessa
dove 
- dU è la variazione di energia elastica rilasciata nel corpo con l'aumento di dimensioni della cricca
- dW è l'energia esterna richiesta per far aumentare le dimensioni della cricca
- dA è la variazione di superficie della cricca
- γ è l'energia superficiale del materiale

Le ipotesi di Griffith erano che il corpo elastico fosse infinito e che il carico fosse normale alla cricca e lontano dalla cricca stessa. In queste condizioni si può dimostrare che il bilancio dell'equazione precedente, nell'ipotesi di sollecitazione piana, porta a
dove
- σf è la sollecitazione applicata
- E è il modulo di Young del materiale
- γ è l'energia superficiale del materiale
- a è la lunghezza della cricca

Nei casi differenti (deformazione piana, spostamento prefissato, ecc.) la forma della relazione resta immutata, cambiando unicamente il fattore numerico 2/π. Dato che i suoi risultati sperimentali concordavano con i risultati ottenibili imponendo questa relazione fra la sollecitazione di rottura misurata e la dimensione dei fili di vetro (ovviamente non era possibile che in un filo fosse presente un difetto di dimensioni superiori al diametro) Griffith giunse alla conclusione che la rottura del materiale era controllata dalla presenza e dalle dimensioni delle cricche.
I successivi contributi di Irwin e Orowan permisero di estendere la teoria di Griffith anche ai metalli e di trattare matematicamente in modo più semplice il comportamento del materiale all'apice della cricca. L'equilibrio energetico, con questi nuovi assunti prese la forma
dove
- γp indica l'energia plastica richiesta per estendere la cricca di un'unità di lunghezza (circa tre ordini di grandezza maggiore di γ[3]).

Indicando con G l'energia rilasciata dall'allungamento della cricca si vede che la condizione di stabilità della struttura (con la presenza della cricca) sotto un carico P è che sia G(P)<Gc, dove Gc è una caratteristica del materiale e rappresenta la sua resistenza all'allungamento della cricca.
Questa teoria in diversi casi ha portato alla comprensione di fratture che altrimenti sarebbero state di difficile comprensione
Ulteriori sviluppi matematici relativi al calcolo della distribuzione delle sollecitazioni in prossimità dell'apice della cricca portarono alla definizione, parte di Irwin, del fattore di intensificazione delle sollecitazioni (stress intensity factor), per cui il superamento di un determinato valore (Kc, dipendente dal materiale e dalla temperatura) porta alla propagazione della rottura: 
dove
- K è lo stress intensity factor
- σ è la sollecitazione nel corpo (piastra nella teoria di Irwin) in assenza della cricca.
- a è la lunghezza della cricca.

Da quanto sopra si vede che le dimensioni di K sono F/L2 L1/2 e generalmente viene misurato in MPa m1/2 nel sistema SI o in Ksi in1/2 nel sistema anglosassone.
Naturalmente, dato che sostanzialmente forniscono solo due diverse interpretazioni dello stesso fenomeno Kc e Gc sono legati da una relazione di proporzionalità dipendente dal modulo di elasticità del materiale e dalla distribuzione di sollecitazioni nel corpo.
La teoria di Griffith e Irwin, ha creato le basi teoriche per la meccanica della frattura, sebbene attualmente si riconosca che il concetto dello stress intensity factor, così come definito da Irwin, sia applicabile unicamente per materiali fragili.

## Rotture catastrofiche da frattura fragile
Sebbene lo sviluppo di una teoria scientifica della frattura fragile sia avvenuto unicamente nel corso del XX secolo, la prima registrazione di un fenomeno di frattura fragile risale al 1868, quando, sulla base del rapporto effettuato da Edward J. Reed (Chief constructor of the Royal Navy), una lamiera di acciaio prodotta con il processo Bessemer, tenuta da una chiodatura, fissata sul ponte superiore della corazzata (ironclad) HMS Sultan nel corso di una notte "fredda" si fratturò. Successive indagini da campioni ricavati da questa lamiera rilevarono proprietà della stessa molto variabili, al che Reed ritenne che essa fosse stata esposta a un violento raffreddamento locale nel corso della laminazione, che aveva provocato effetti locali di tempra e quindi di infragilimento.
Nel corso della seconda guerra mondiale negli Stati Uniti furono costruite circa 5000 navi con struttura completamente saldata (navi Liberty), di queste 1000 subirono danni strutturali, 150 danni strutturali gravi e 10 addirittura si divisero in due tronconi. In ogni caso la costruzione era in acciaio al carbonio e la rottura avvenne con deformazioni notevolmente ridotte, cioè in regime tipicamente fragile.
Altri casi di frattura fragile generata da cricche hanno portato al collasso di recipienti a pressione e generatori di vapore con effetti catastrofici sulla struttura, e, talvolta, con gravissimi danneggiamenti in tutta la zona circostante (a Cleveland nel 1944 la rottura di un serbatoio per gas naturale liquefatto provocò 130 morti e 300 feriti gravi, portò alla distruzione di 79 case, 2 fabbriche e circa 217 veicoli, con danni a 35 case e 13 fabbriche, per danni complessivi ammontanti a 6-7 milioni di dollari USA 1944) .